# Plan de la tombe de Ramsès IV
Le plan de la tombe de Ramsès IV est un papyrus égyptien de la collection du Musée égyptologique de Turin, datant de la période ramesside, environ 1150 av. J.-C., numéro du catalogue du musée : cat. no 1885. Son auteur est le scribe Amennakht.  

## Histoire
Le prince de Piémont (Victor-Emmanuel Ier de Savoie) acheta en 1824 un grand nombre de papyrus, collectionnés par Bernardino Drovetti (1176-1852), qui à cette époque était consul de France en Égypte. Il les avait récupérés à l'ouest de la ville de Thèbes, sur la rive occidentale du Nil, dans un lieu où les pharaons d'époque ramesside (1300-1050 av. J.-C.) avaient construit leurs temples funéraires et leurs tombes. Certains papyrus en parlent et fournissent des renseignements, techniques et descriptifs, sur la construction de ces tombes royales, dans la vallée des Rois et la vallée des Reines, et des renseignements sur la vie des ouvriers.
Le pharaon Ramsès IV était le troisième de la XXe dynastie (Nouvel Empire). Devenu pharaon à l'âge de quarante ans, il a régné à peu près de 1153 à 1146 av. J.-C. Ramsès IV a fait creuser sa tombe en forme d'hypogée rectiligne, dans la vallée des Rois : c'est pour ca qu'il a augmenté les équipes du village  des artisans de la tombe - les ouvriers de Deir el-Médineh - jusqu'à 120 hommes. Sa tombe est identifiée « KV2 ».

## Description
Le papyrus plan de la tombe de Ramsès IV, au Musée égyptologique de Turin, fournit une description détaillée de la tombe de Ramsès IV, à l'échelle 1/28, même si le roi n'y est jamais nommé. Tous les passages et les chambres de sa tombe sont bien représentées, avec leurs mesures et la description en écriture hiératique de l'Égypte antique - une version simplifiée des hiéroglyphes. Le plan du papyrus représente aussi le sarcophage du pharaon, entouré de quatre chapelles.

### Recto
Sur le recto, il y a le croquis d'une tombe : les salles et les couloirs illustrés correspondent à ceux de la tombe de Ramsès IV à Thèbes. La tombe est peinte à l'intérieur de la colline - où elle est creusée - qui est caractérisée par une surface brun-rougeâtre, recouverte d'un grand nombre de points allongés, disposés dans un angle en lignes parallèles et colorées avec l'alternance du rouge et du noir.
Au centre du plus grand fragment est représenté le sarcophage du roi, dépeint au centre d'un cartouche, entre la déesse funéraire Isis et Nephtys - déesse protectrice des morts et veillant sur les sarcophages. Le dessin est tracé à la pointe de pinceau, avec de l'encre noire et sur le fond blanc. Sur le recto on peut aussi lire des légendes, toujours en hiératique, qui décrivent les mesures et la décoration des chambres de la tombe, ainsi que des notes techniques sur la taille et la peinture des murs.

### Verso
Au verso, il y a d'autres informations : dans la première colonne à droite, se trouvent les mesures de la tombe ; au centre, est décrite la division des objets, entre les fils du scribe Amennakht : des vêtements, du miel, de l'huile, des tissus et des tapis. À gauche, est marquée la livraison des rations de blé à l'équipe des ouvriers de Deir el-Médineh et il y a aussi une note sur un voyage au temple de Ramsès III.

## Images de la tombe KV2

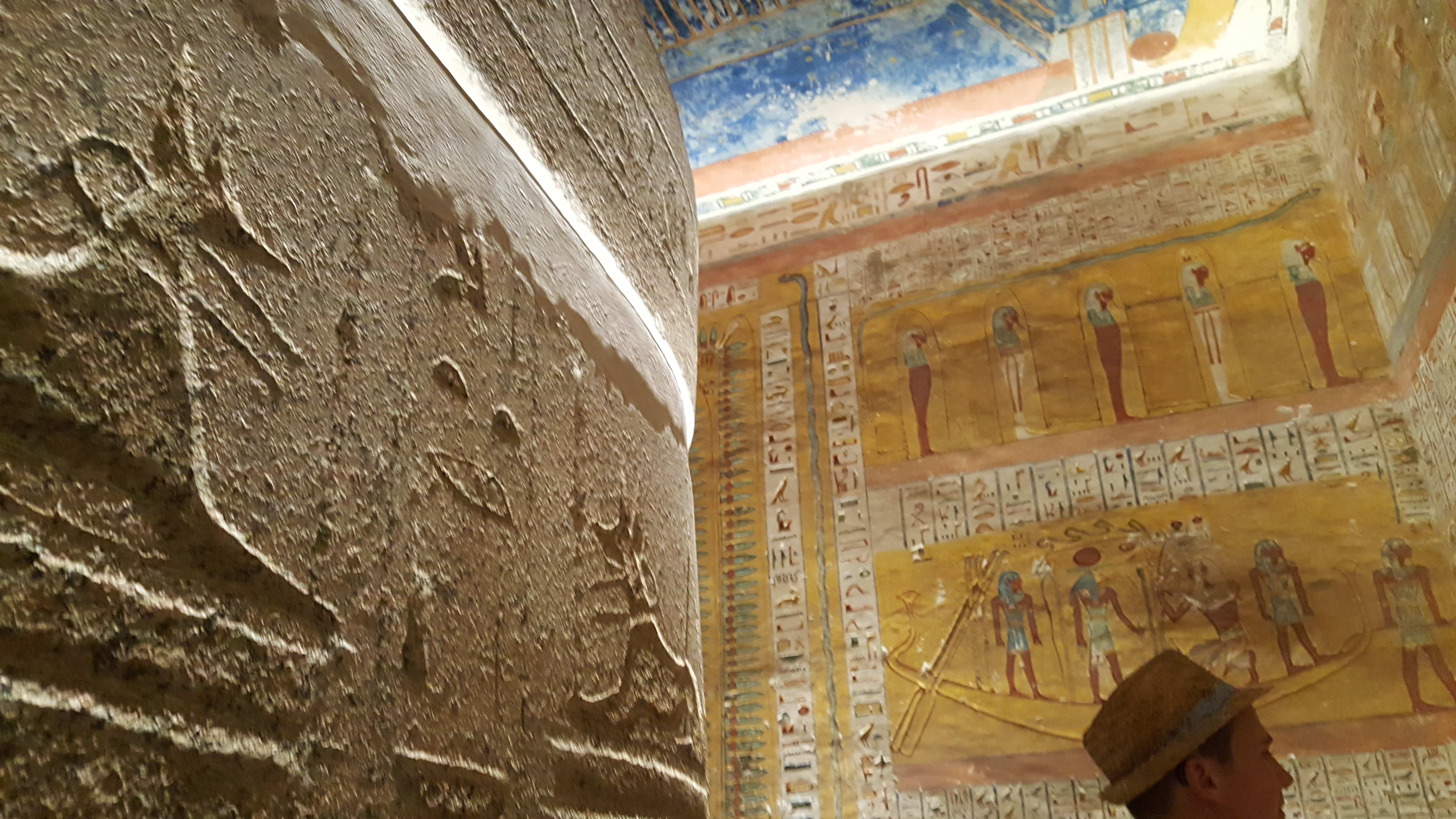
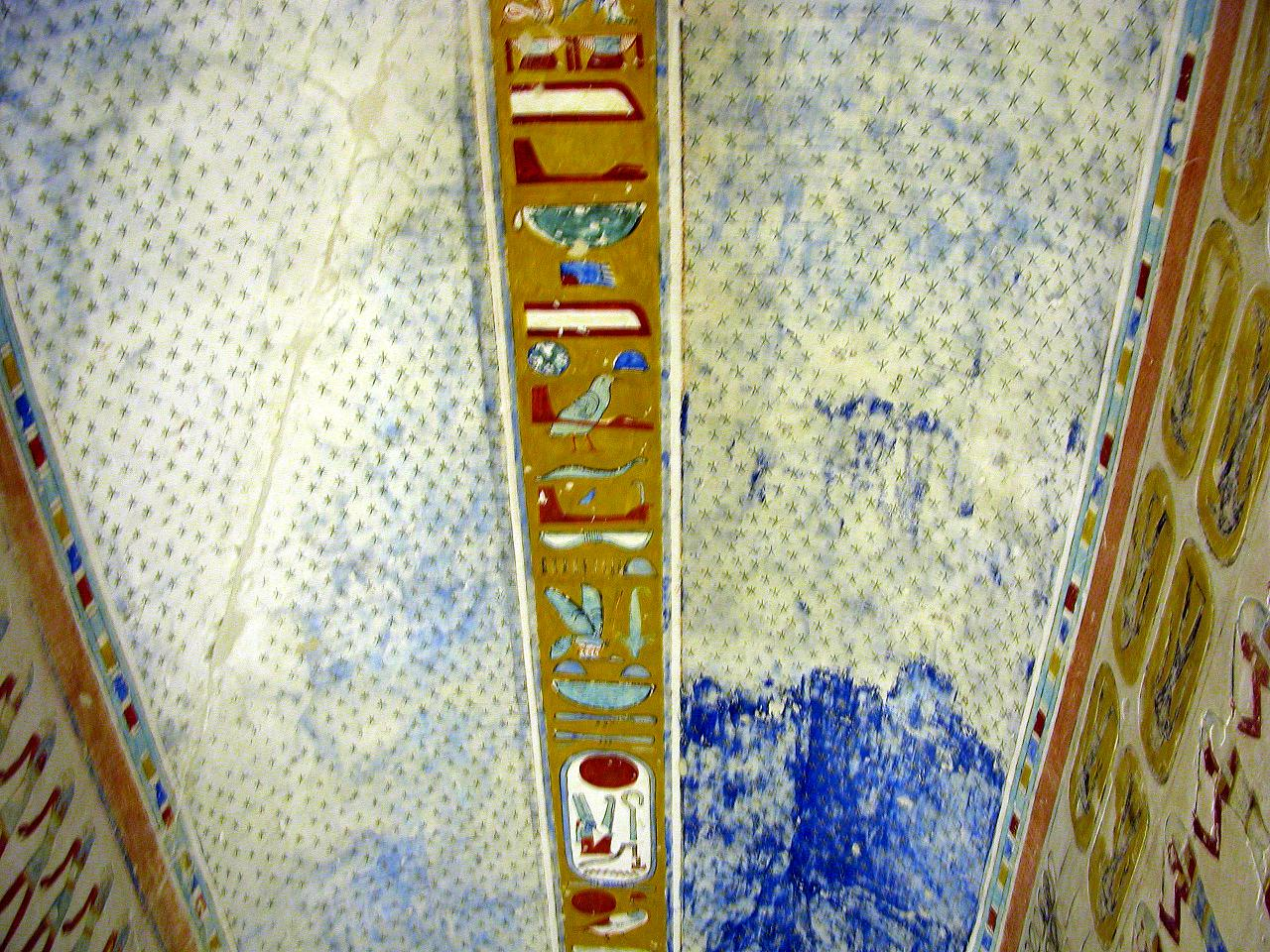
Plafond de la galerie
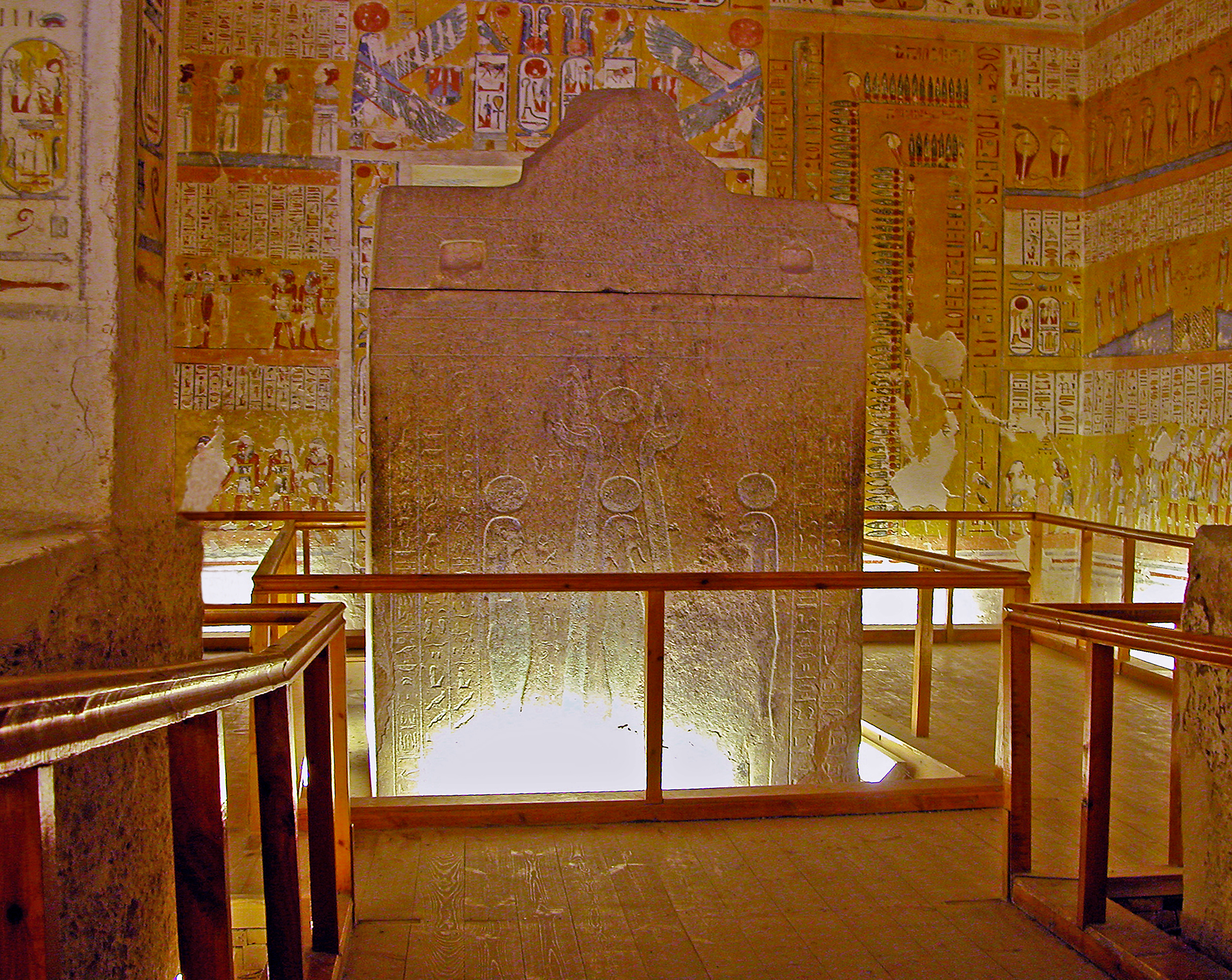
Le sarcophage
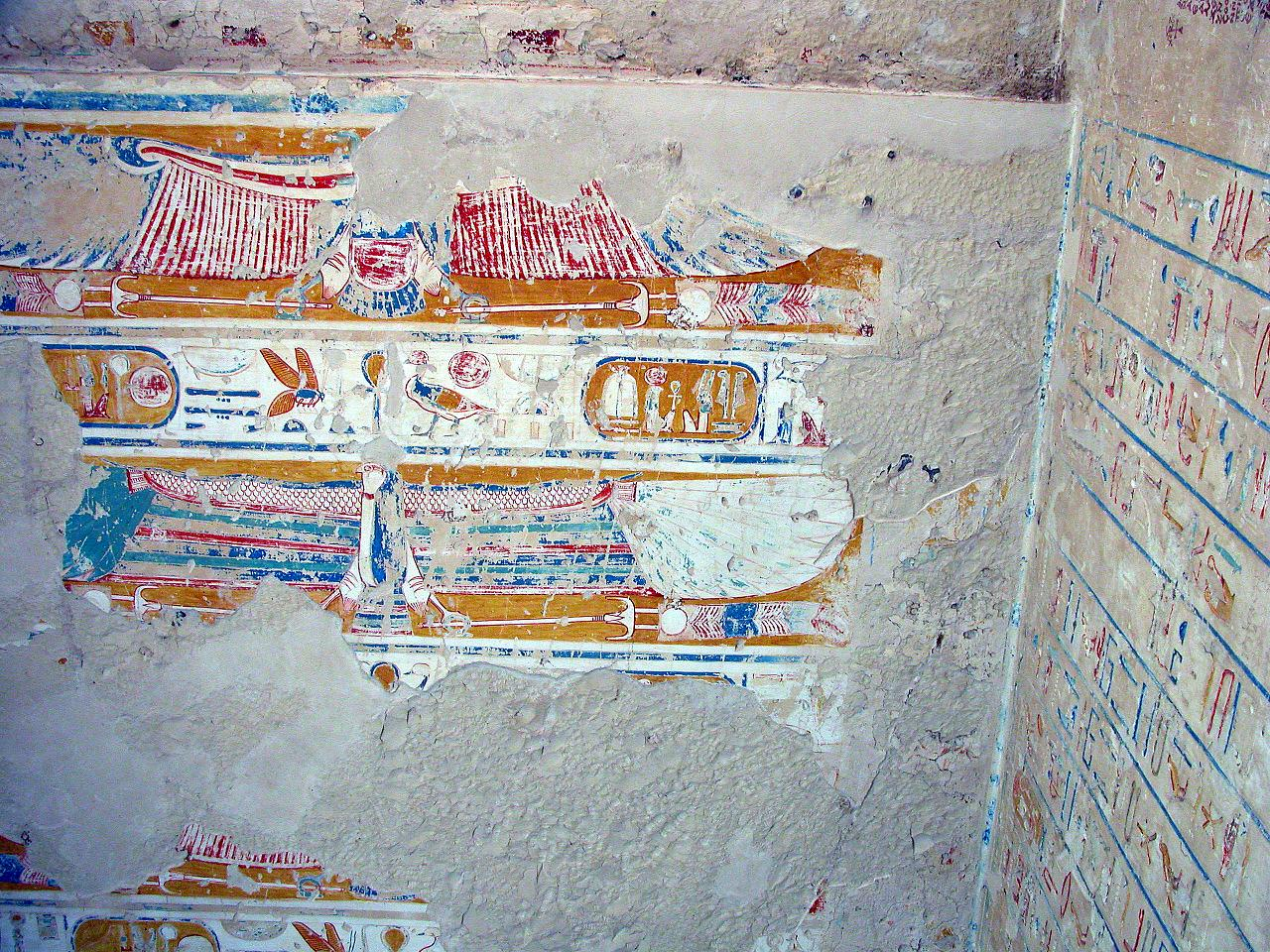
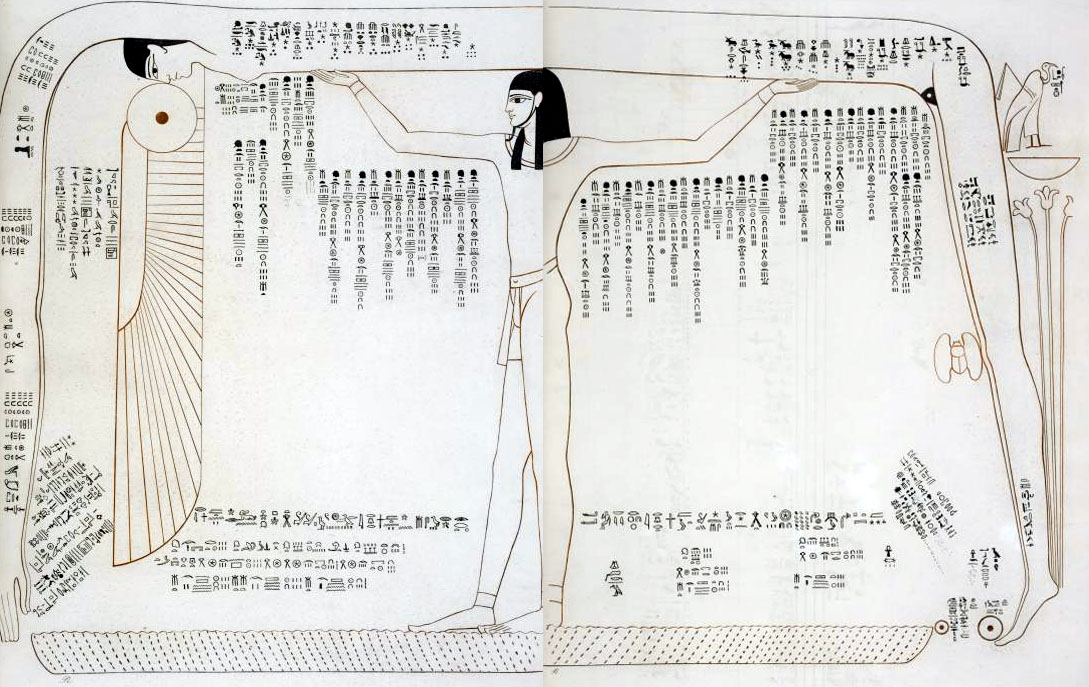
Ippolito Rosellini, représentation astronomique de la tombe de Ramsès IV, 1843
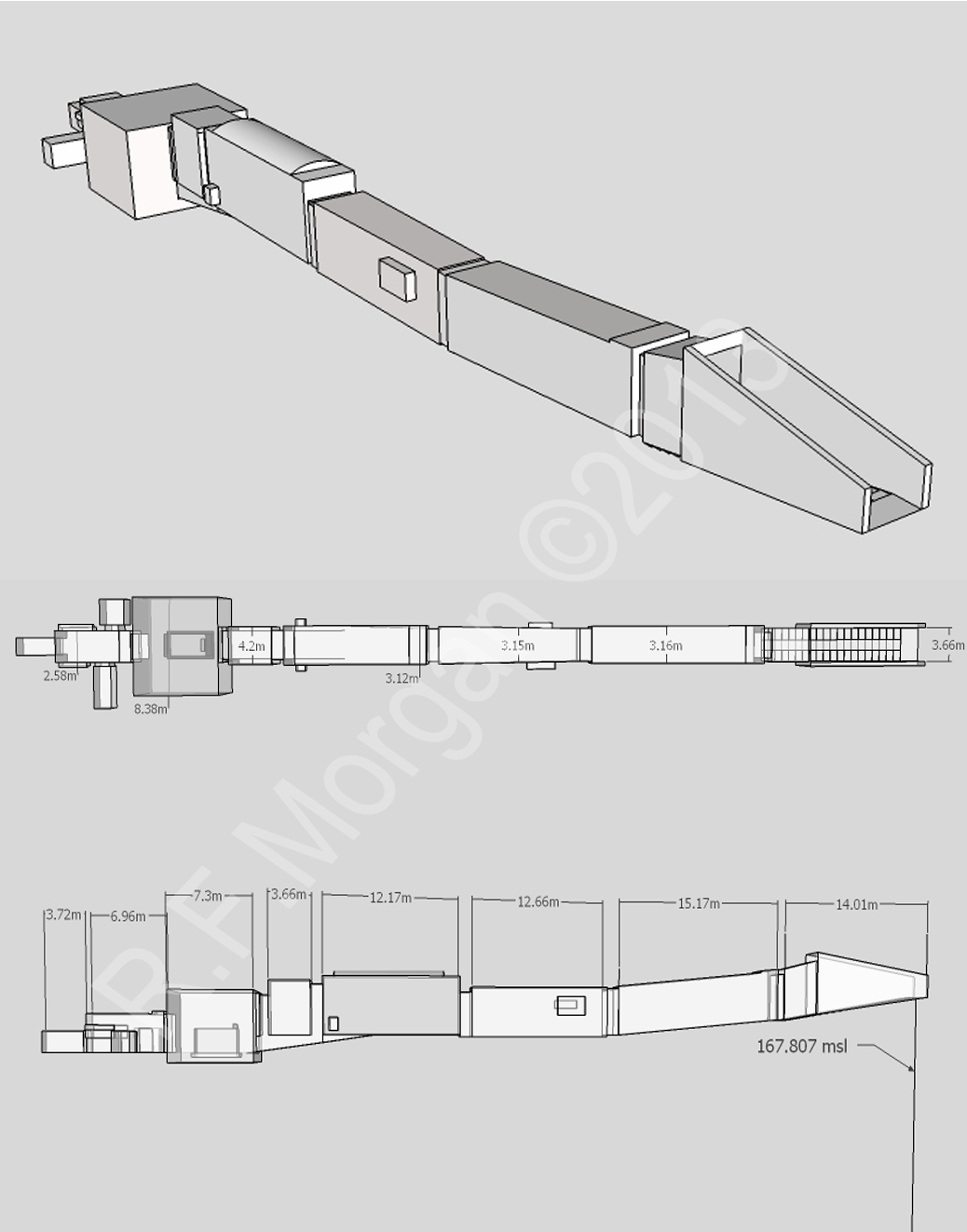
Schéma